# Дискография Muse
Дискография британской рок-группы Muse состоит из восьми студийных альбомов, тридцати одного сингла, трёх мини-альбомов, восьми бокс-сетов, четырёх концертных видеоальбомов и двойного альбома, первая часть которого представляет собой сборник би-сайдов, а вторая — концертный альбом.
Первым полноформатным диском после двух мини-альбомов стал Showbiz, увидевший свет в 1999 году. Дебютную работу британского трио ждал умеренный коммерческий успех в Европе и Океании: альбом попал в первые тридцатки хит-парадов и получил золотой статус в Великобритании и Австралии. Выпущенный два года спустя Origin of Symmetry стал успешнее предшественника, достигнув третьего места в британском чарте и получив дважды платиновую сертификацию Британской ассоциации производителей фонограмм (BPI). В июле 2002 года вышел двойной альбом Hullabaloo Soundtrack, явившийся саундтреком к одноимённому видеоальбому. BPI присвоила и альбому, и DVD статус золотых. Полноформатник 2003 года, Absolution, стал первым диском группы, покорившим вершину британского хит-парада альбомов и попавшим в чарт Billboard 200. Следующий за ним альбом Black Holes and Revelations повторил успех предшественника на родине Muse и занял девятую строчку в американском Billboard 200. В 2008 году был выпущен концертный видеоальбом HAARP, запечатлевший выступление группы на арене «Уэмбли»; он был сертифицирован Американской ассоциацией звукозаписывающих компаний (RIAA) и BPI как золотой. В 2009 году Muse выпустили свой пятый студийный альбом The Resistance, занявший первые строчки чартов девятнадцати стран мира, а также получивший «Грэмми» в номинации «лучший рок-альбом». Заглавный сингл альбома, «Uprising», занял 37-е место в чарте Billboard Hot 100 и был сертифицирован RIAA как платиновый. Тремя годами позже вышел шестой студийный альбом The 2nd Law, ставший четвёртым подряд альбомом Muse, который занял первое место в британском хит-параде, а также достигший второго места в чарте Billboard 200. Его продажи, однако, оказались ниже продаж The Resistance. The 2nd Law и два его сингла («Madness» и «Panic Station») были номинированы на «Грэмми» в рок-категории.
За свою карьеру Muse продали более 15 миллионов копий альбомов и семь раз были номинированы на премию «Грэмми», из которых выиграли дважды.

## Студийные альбомы
| Год                                                                   | Альбом | Высшие позиции в чартах | Высшие позиции в чартах | Высшие позиции в чартах | Высшие позиции в чартах | Высшие позиции в чартах | Высшие позиции в чартах | Высшие позиции в чартах | Высшие позиции в чартах | Высшие позиции в чартах | Высшие позиции в чартах | Высшие позиции в чартах | Высшие позиции в чартах | Высшие позиции в чартах | Высшие позиции в чартах | Высшие позиции в чартах | Высшие позиции в чартах | Высшие позиции в чартах | Высшие позиции в чартах | Высшие позиции в чартах | Высшие позиции в чартах | Высшие позиции в чартах | Высшие позиции в чартах | Высшие позиции в чартах | Высшие позиции в чартах | Высшие позиции в чартах | Сертификации (Пороги продаж) |
| Год                                                                   | Альбом | GB                      | EU                      | US                      | AT                      | AU                      | VL                      | WA                      | CA                      | CH                      | DE                      | DK                      | ES                      | FI                      | FR                      | IE                      | IT                      | JP                      | MX                      | NL                      | NO                      | NZ                      | PL                      | PT                      | RU                      | SE                      | Сертификации (Пороги продаж) |
| --------------------------------------------------------------------- | --- | ----------------------- | ----------------------- | ----------------------- | ----------------------- | ----------------------- | ----------------------- | ----------------------- | ----------------------- | ----------------------- | ----------------------- | ----------------------- | ----------------------- | ----------------------- | ----------------------- | ----------------------- | ----------------------- | ----------------------- | ----------------------- | ----------------------- | ----------------------- | ----------------------- | ----------------------- | ----------------------- | ----------------------- | ----------------------- | --- |
| 1999                                                                  | Showbiz Детали - Выход: 4 октября - Лейблы: Taste Media, Mushroom - Форматы: CD, 2×LP, CS, MD, ЦД             | 29                      | —                       | —                       | —                       | 28                      | 29                      | 41                      | —                       | —                       | —                       | —                       | —                       | 45                      | 59                      | 46                      | —                       | 69                      | —                       | 53                      | 38                      | —                       | —                       | —                       | —                       | —                       | Список - ARIA: Золотой - BEA: Золотой - BPI: Платиновый |
| 2001                                                                  | Origin of Symmetry Детали - Выход: 17 июля - Лейблы: Taste, Mushroom - Форматы: CD, 2×LP, CS, MD, ЦД          | 3                       | 8                       | 161                     | 7                       | 22                      | 9                       | 2                       | —                       | 14                      | 17                      | —                       | —                       | 30                      | 2                       | 3                       | 5                       | 20                      | —                       | 19                      | 11                      | 43                      | —                       | —                       | —                       | —                       | Список - ARIA: Платиновый - BEA: Золотой - BPI: 2×Платиновый - IFPI: Золотой |
| 2003                                                                  | Absolution Детали - Выход: 29 сентября - Лейблы: Taste, EastWest - Форматы: CD (+DVD), LP, CS, ЦД             | 1                       | 2                       | 107                     | 5                       | 21                      | 7                       | 2                       | —                       | 3                       | 11                      | 28                      | 100                     | 12                      | 1                       | 3                       | 4                       | 28                      | —                       | 2                       | 5                       | 17                      | —                       | 7                       | —                       | —                       | Список - ARIA: Платиновый - BEA: Золотой - BPI: 2×Платиновый - FIMI: Золотой - IFPI: Платиновый - IFPI: Золотой - MC: Золотой - NFPF: Золотой - RIAA: Золотой |
| 2006                                                                  | Black Holes and Revelations Детали - Выход: 3 июля - Лейбл: Warner - Форматы: CD (+DVD), LP, CS, ЦД           | 1                       | 1                       | 9                       | 4                       | 1                       | 1                       | 2                       | —                       | 1                       | 4                       | 5                       | 20                      | 3                       | 2                       | 1                       | 2                       | 11                      | 84                      | 2                       | 6                       | 6                       | 41                      | 17                      | —                       | 15                      | Список - ARIA: Платиновый - BEA: Золотой - BVMI: Золотой - BPI: 3×Платиновый - IFPI: 2×Платиновый - IFPI: Платиновый - IFPI: Золотой - IFPI: Золотой - IFPI Золотой - IRMA: Платиновый - MC: Золотой - RIAA: Золотой - SNEP: Платиновый |
| 2009                                                                  | The Resistance Детали - Выход: 14 сентября - Лейблы: Warner - Форматы: CD (+DVD), 2×LP, 2×LP+CD+2×DVD+USB, ЦД | 1                       | 1                       | 3                       | 1                       | 1                       | 1                       | 1                       | 1                       | 1                       | 1                       | 1                       | 2                       | 3                       | 1                       | 1                       | 1                       | 11                      | 2                       | 1                       | 1                       | 1                       | 15                      | 2                       | 4                       | 8                       | Список - AFP: Золотой - ARIA: Платиновый - BEA: Платиновый - BVMI: Золотой - BPI: 2×Платиновый - FIMI: Платиновый - IFPI: 2×Платиновый - IFPI: Золотой - IFPI: Платиновый - IFPI: Платиновый - IFPI: Платиновый - IRMA: Платиновый - MC: Платиновый - NFPF: Золотой - RIAA: Золотой - RIANZ: Платиновый - SNEP: Бриллиантовый - ZPAV: Золотой |
| 2012                                                                  | The 2nd Law Детали - Выход: 1 октября - Лейблы: Warner - Форматы: CD (+DVD), 2×LP, 2×LP+CD+DVD, ЦД            | 1                       | —                       | 2                       | 1                       | 2                       | 1                       | 1                       | 2                       | 1                       | 2                       | 2                       | 2                       | 1                       | 2                       | 2                       | 1                       | 5                       | 3                       | 1                       | 1                       | 1                       | 2                       | 1                       | 2                       | 6                       | Список - AMPROFON: Золотой - BEA: Золотой - BPI: Платиновый - FIMI: Платиновый - IFPI: Платиновый - IFPI: Золотой - IFPI: Золотой - IFPI: Золотой - IRMA: Золотой - Mahasz: Платиновый - MC: Золотой - RIANZ: Золотой - SNEP: 3×Платиновый - ZPAV: Золотой                                                                                    |
| 2015                                                                  | Drones Детали - Выход: 5 июня - Лейблы: Warner - Форматы: CD, LP, ЦД                                          | 1                       | —                       | 1                       | 2                       | 1                       | 2                       | 1                       | 2                       | 1                       | 3                       | 1                       | 3                       | 1                       | 1                       | 1                       | 2                       | 5                       | 1                       | 1                       | 1                       | 5                       | 1                       | 1                       | 1                       | 2                       | Список - BEA: Золотой - BPI: Платиновый - FIMI: Платиновый - SNEP: Платиновый |
| 2018                                                                  | Simulation Theory Детали - Выход: 9 ноября - Лейблы: Warner - Форматы: CD, LP, CS, ЦД                         | 1                       | —                       | 12                      | 3                       | 7                       | 2                       | 1                       | 3                       | 1                       | 4                       | 16                      | 4                       | 3                       | 3                       | 5                       | 2                       | 15                      | 10                      | 1                       | 17                      | 4                       | 13                      | 2                       | —                       | 17                      | Список - BPI: Золотой - FIMI: Золотой - SNEP: Платиновый |
| 2022                                                                  | Will of the People Детали - Выход: 26 августа - Лейблы: Warner, Helium 3 - Форматы: CD, LP, CS, ЦД, NFT       | 1                       | —                       | 15                      | 1                       | 1                       | —                       | —                       | —                       | 1                       | 2                       | —                       | 2                       | 2                       | 1                       | 2                       | 1                       | 15                      | —                       | 2                       | 16                      | —                       | —                       | —                       | —                       | —                       | Список - BPI: Серебряный - SNEP: Золотой |
| «—» означает, что альбом не попал в чарт или не был выпущен в стране. | |                         |                         |                         |                         |                         |                         |                         |                         |                         |                         |                         |                         |                         |                         |                         |                         |                         |                         |                         |                         |                         |                         |                         |                         |                         | |

## Концертные альбомы
| Год                                                                   | Альбом                                                                                               | Высшие позиции в чартах | Высшие позиции в чартах | Высшие позиции в чартах | Высшие позиции в чартах | Высшие позиции в чартах | Высшие позиции в чартах | Высшие позиции в чартах | Высшие позиции в чартах | Высшие позиции в чартах | Высшие позиции в чартах | Высшие позиции в чартах | Высшие позиции в чартах | Высшие позиции в чартах | Высшие позиции в чартах | Высшие позиции в чартах | Высшие позиции в чартах | Высшие позиции в чартах | Высшие позиции в чартах | Высшие позиции в чартах | Высшие позиции в чартах | Сертификации                                                          |
| Год                                                                   | Альбом                                                                                               | GB                      | US                      | AT                      | VL                      | WA                      | CH                      | DE                      | DK                      | ES                      | FI                      | FR                      | IE                      | IT                      | JP                      | MX                      | NL                      | NO                      | NZ                      | PT                      | SE                      | Сертификации                                                          |
| --------------------------------------------------------------------- | --- | ----------------------- | ----------------------- | ----------------------- | ----------------------- | ----------------------- | ----------------------- | ----------------------- | ----------------------- | ----------------------- | ----------------------- | ----------------------- | ----------------------- | ----------------------- | ----------------------- | ----------------------- | ----------------------- | ----------------------- | ----------------------- | ----------------------- | ----------------------- | --------------------------------------------------------------------- |
| 2008                                                                  | HAARP Детали - Выход: 17 марта - Лейблы: Warner - Форматы: CD+DVD, ЦД                                | 2                       | 46                      | 21                      | 3                       | 4                       | 6                       | 27                      | 12                      | 24                      | 9                       | 3                       | 5                       | 5                       | 19                      | 4                       | 42                      | 2                       | 2                       | 10                      | 36                      | Список - BPI: Золотой - IFPI: Золотой - RIAA: Золотой - SNEP: Золотой |
| 2013                                                                  | Live at Rome Olympic Stadium Детали - Выход: 2 декабря - Лейблы: Warner - Форматы: CD+DVD, CD+BD, ЦД | 36                      | 115                     | 61                      | 12                      | 9                       | 14                      | 26                      | —                       | 22                      | 34                      | 7                       | 81                      | 8                       | 36                      | —                       | 7                       | 26                      | —                       | 7                       | —                       | Список - FIMI: Золотой - SNEP: Платиновый                             |
| «—» означает, что альбом не попал в чарт или не был выпущен в стране. | |                         |                         |                         |                         |                         |                         |                         |                         |                         |                         |                         |                         |                         |                         |                         |                         |                         |                         |                         |                         |                                                                       |

## Сборники
| Год  | Альбом                                                                                                   | Высшие позиции в чартах | Высшие позиции в чартах | Высшие позиции в чартах | Высшие позиции в чартах | Высшие позиции в чартах | Высшие позиции в чартах | Высшие позиции в чартах | Высшие позиции в чартах | Высшие позиции в чартах | Высшие позиции в чартах | Высшие позиции в чартах | Высшие позиции в чартах | Сертификации |
| Год  | Альбом                                                                                                   | AT                      | AU                      | VL                      | WA                      | CH                      | DE                      | FR                      | GB                      | IE                      | JP                      | NL                      | NO                      | Сертификации |
| ---- | --- | ----------------------- | ----------------------- | ----------------------- | ----------------------- | ----------------------- | ----------------------- | ----------------------- | ----------------------- | ----------------------- | ----------------------- | ----------------------- | ----------------------- | ------------ |
| 2002 | Hullabaloo Soundtrack Детали - Выход: 1 июля - Лейблы: Taste, Mushroom - Форматы: 2×CD, 2×CS, 2×SACD, ЦД | 27                      | 38                      | 28                      | 6                       | 12                      | 47                      | 9                       | 10                      | 11                      | 90                      | 23                      | 26                      | BPI: Золотой |

## Мини-альбомы
| Год  | Альбом                                                                                  |
| ---- | --------------------------------------------------------------------------------------- |
| 1998 | Muse Детали - Выход: 11 мая - Лейблы: Dangerous - Формат: CD                            |
| 1999 | Muscle Museum Детали - Выход: 11 января - Лейблы: Dangerous - Формат: CD                |
| 2000 | Random 1—8 Детали - Выход: 4 октября (Япония) - Лейблы: Avex - Формат: CD               |
| 2012 | Summer Stadiums 2010 Детали - Выход: 15 ноября - Лейблы: Helium 3 - Формат: ЦД          |
| 2015 | Live at Köln Gloria Theatre Детали - Выход: 24 сентября - Лейблы: Helium 3 - Формат: ЦД |

## Бокс-сеты
Список составлен на основе информации, предоставленной сайтами MuseCollectors и MuseWiki.
| Год  | Название                                                                     | Комментарий |
| ---- | ---------------------------------------------------------------------------- | --- |
| 2000 | Sunburn Детали - Выход: 21 февраля - Лейбл: Mushroom - Формат: 2×CD          | Двухдисковое издание, разосланное членам официального фан-клуба Muse до выпуска одноимённого сингла. |
| 2000 | Unintended Детали - Выход: 4 июня - Лейбл: Mushroom - Формат: 2×CD           | Двухдисковое издание, разосланное членам официального фан-клуба Muse до выпуска одноимённого сингла. |
| 2000 | Showbiz Детали - Выход: 30 мая - Лейбл: Naïve - Формат: 9×CD                 | Бокс-сет с синглами из одноимённого альбома выпущен только во Франции ограниченным тиражом в 3000 копий. В 2003 году лейбл дополнительно издал 1000 экземпляров бокс-сета.                                                   |
| 2000 | Muscle Museum Детали - Выход: 12 октября - Лейбл: Mushroom - Формат: 2×CD    | Двухдисковое издание, разосланное членам официального фан-клуба Muse. |
| 2001 | Hyper Music Детали - Выход: 21 ноября - Лейбл: Avex - Формат: 3×CD           | Бокс-сет, выпущенный только в Японии, включает в себя три компакт-диска, содержимое которых повторяет содержимое макси-синглов «Hyper Music» / «Feeling Good», «Bliss» и «New Born».                                         |
| 2003 | Symmetry Детали - Выход: 14 января - Лейбл: Naïve - Формат: 9×CD             | Бокс-сет, содержащий синглы из альбома Origin of Symmetry, а также сингл «Dead Star» / «In Your World», был выпущен только во Франции.                                                                                       |
| 2004 | Sing for Absolution Детали - Выход: май - Лейбл: Mushroom - Формат: 2×CD+DVD | Бокс-сет с тремя версиями издания одноимённого сингла. |
| 2005 | Absolution Детали - Выход: 19 июля - Лейбл: Naïve - Формат: 4×CD+4×DVD       | Бокс-сет с синглами из одноимённого альбома выпущен только во Франции ограниченным тиражом в 6000 экземпляров. |
| 2006 | Discography Promo Детали - Лейбл: Warner - Формат: 6xCD+3xDVD                | Бокс-сет, содержащий синглы из альбомов: Showbiz, Origin of Symmetry, Hullabaloo Soundtrack, Absolution, Black Holes and Revelations а также синглы из видеоальбомов Hullabaloo: Live at Le Zenith, Paris и Absolution Tour. |
| 2019 | Origin of Muse Детали - Выход: 6 декабря - Лейбл: Warner - Формат: 9xCD+4xLP | Бокс-сет, содержащий синглы из альбомов Showbiz и Origin of Symmetry |

## Синглы
| 14.06.1999                                                           | «Uno»                                      | 73 | —   | —  | —  | —  | —  | —  | —  | —  | —  | —  | —  | —  | —   | —  | —  | —  | —   | —  | —  | —  | | Showbiz                     |
| 06.09.1999                                                           | «Cave»                                     | 52 | —   | —  | —  | —  | —  | —  | —  | —  | —  | —  | —  | —  | —   | —  | —  | —  | —   | —  | —  | —  | | Showbiz                     |
| 22.11.1999                                                           | «Muscle Museum»                            | 25 | —   | —  | —  | 63 | —  | —  | —  | —  | —  | —  | —  | —  | —   | —  | —  | —  | 100 | —  | —  | —  | | Showbiz                     |
| 21.02.2000                                                           | «Sunburn»                                  | 22 | —   | —  | —  | —  | —  | —  | —  | —  | —  | —  | —  | —  | —   | —  | —  | —  | —   | —  | —  | —  | | Showbiz                     |
| 30.05.2000                                                           | «Unintended»                               | 20 | —   | —  | —  | —  | —  | —  | —  | —  | —  | —  | —  | —  | —   | —  | —  | —  | 99  | 5  | —  | —  | | Showbiz                     |
| 05.03.2001                                                           | «Plug In Baby»                             | 11 | —   | —  | —  | —  | —  | —  | 88 | —  | —  | —  | —  | —  | 40  | 44 | —  | —  | 63  | —  | —  | —  | | Origin of Symmetry          |
| 05.06.2001                                                           | «New Born»                                 | 12 | —   | —  | —  | —  | —  | —  | —  | —  | —  | —  | —  | —  | 65  | 35 | —  | —  | —   | —  | —  | —  | | Origin of Symmetry          |
| 20.08.2001                                                           | «Bliss»                                    | 22 | —   | —  | —  | —  | —  | —  | —  | —  | —  | —  | —  | —  | 87  | —  | —  | —  | 70  | —  | —  | —  | | Origin of Symmetry          |
| 19.11.2001                                                           | «Hyper Music» / «Feeling Good»             | 24 | —   | —  | —  | —  | —  | —  | —  | —  | —  | —  | —  | —  | 139 | —  | —  | —  | —   | —  | —  | —  | BPI: Серебряный | Origin of Symmetry          |
| 17.06.2002                                                           | «Dead Star» / «In Your World»              | 13 | —   | —  | —  | —  | —  | —  | —  | —  | —  | —  | —  | —  | 76  | 32 | —  | —  | 69  | —  | —  | —  | | Hullabaloo Soundtrack       |
| 14.07.2003                                                           | «Stockholm Syndrome»                       | —  | —   | —  | —  | —  | —  | —  | —  | —  | —  | —  | —  | —  | —   | —  | —  | —  | —   | —  | —  | —  | | Absolution                  |
| 08.09.2003                                                           | «Time Is Running Out»                      | 8  | —   | —  | —  | —  | 63 | —  | 38 | —  | 90 | —  | —  | —  | 58  | 26 | 14 | —  | 50  | —  | —  | —  | | Absolution                  |
| 01.12.2003                                                           | «Hysteria»                                 | 17 | 118 | —  | —  | —  | —  | —  | —  | —  | —  | —  | —  | —  | 77  | —  | —  | —  | 92  | —  | —  | —  | | Absolution                  |
| 17.05.2004                                                           | «Sing for Absolution»                      | 16 | —   | —  | —  | —  | 67 | —  | —  | —  | —  | —  | —  | —  | 47  | 36 | —  | —  | 7   | —  | —  | —  | | Absolution                  |
| 23.08.2004                                                           | «Apocalypse Please»                        | —  | —   | —  | —  | —  | —  | —  | —  | —  | —  | —  | —  | —  | —   | —  | —  | —  | —   | —  | —  | —  | | Absolution                  |
| 20.09.2004                                                           | «Butterflies and Hurricanes»               | 14 | —   | —  | —  | —  | —  | —  | —  | —  | —  | —  | —  | —  | 70  | 38 | —  | —  | 29  | —  | —  | —  | | Absolution                  |
| 19.06.2006                                                           | «Supermassive Black Hole»                  | 4  | —   | —  | 34 | 63 | 63 | —  | 33 | —  | —  | 7  | —  | 10 | 51  | 16 | 9  | —  | 39  | —  | —  | —  | BPI: Серебряный | Black Holes and Revelations |
| 04.09.2006                                                           | «Starlight»                                | 13 | 101 | —  | 46 | 52 | 56 | —  | 30 | —  | 70 | —  | —  | —  | 26  | 23 | —  | —  | 52  | 10 | —  | —  | Список - BPI: Серебряный - RIAA: Золотой | Black Holes and Revelations |
| 27.11.2006                                                           | «Knights of Cydonia»                       | 10 | —   | —  | —  | 52 | 52 | —  | —  | —  | —  | —  | —  | —  | —   | —  | —  | —  | 91  | 20 | —  | —  | | Black Holes and Revelations |
| 09.04.2007                                                           | «Invincible»                               | 21 | —   | —  | —  | 73 | —  | —  | —  | —  | —  | —  | —  | —  | 89  | —  | —  | —  | —   | —  | —  | —  | | Black Holes and Revelations |
| 18.06.2007                                                           | «Map of the Problematique»                 | 18 | —   | —  | —  | 55 | 65 | —  | —  | —  | —  | —  | —  | —  | —   | —  | —  | —  | —   | —  | —  | —  | | Black Holes and Revelations |
| 07.09.2009                                                           | «Uprising»                                 | 9  | 37  | 29 | 23 | 12 | 6  | 28 | 8  | —  | 40 | 5  | —  | 8  | 74  | 11 | 14 | 69 | 22  | 4  | 12 | 13 | Список - ARIA: Золотой - BEA: Золотой - BPI: Серебряный - IFPI: Платиновый - IFPI: Золотой - MC: Золотой - RIAA: Платиновый - RIANZ: Золотой - SNEP: Золотой | The Resistance              |
| 04.11.2009                                                           | «Undisclosed Desires»                      | 49 | —   | 45 | 11 | 35 | 18 | —  | 21 | —  | 17 | 26 | —  | —  | 197 | —  | —  | 74 | 70  | —  | 12 | —  | ARIA: Платиновый | The Resistance              |
| 18.02.2010                                                           | «Resistance»                               | 38 | 114 | —  | 72 | 60 | 55 | 91 | —  | —  | —  | —  | —  | —  | —   | —  | —  | —  | 51  | —  | —  | —  | | The Resistance              |
| 17.04.2010                                                           | «Exogenesis: Symphony»                     | —  | —   | —  | —  | —  | —  | —  | —  | —  | —  | —  | —  | —  | —   | —  | —  | —  | —   | —  | —  | —  | | The Resistance              |
| 17.05.2010                                                           | «Neutron Star Collision (Love Is Forever)» | 11 | 77  | 40 | 37 | 24 | 3  | 60 | 36 | 28 | —  | 31 | 26 | 20 | —   | 35 | 10 | —  | 25  | 10 | 27 | 25 | FIMI: Золотой | The Twilight Saga: Eclipse  |
| 27.06.2012                                                           | «Survival»                                 | 22 | —   | —  | 72 | 13 | 13 | 90 | 40 | —  | 87 | —  | 25 | —  | 18  | 62 | 24 | —  | 12  | —  | —  | —  | | The 2nd Law                 |
| 20.08.2012                                                           | «Madness»                                  | 25 | 45  | 56 | 82 | 41 | 10 | 43 | 27 | 49 | 67 | 38 | 30 | —  | 14  | —  | 74 | 9  | 43  | —  | —  | —  | Список - FIMI: Платиновый - IFPI: Золотой - MC: Платиновый - RIAA: Платиновый                                                                                | The 2nd Law                 |
| 07.12.2012                                                           | «Follow Me»                                | —  | —   | —  | —  | 31 | 37 | —  | —  | —  | —  | —  | —  | —  | 56  | —  | —  | 37 | —   | —  | —  | —  | | The 2nd Law                 |
| 20.02.2013                                                           | «Supremacy»                                | 58 | —   | —  | —  | —  | —  | —  | 58 | —  | —  | —  | —  | —  | 84  | —  | —  | —  | —   | —  | —  | —  | | The 2nd Law                 |
| 31.05.2013                                                           | «Panic Station»                            | —  | —   | —  | —  | 69 | 80 | —  | —  | —  | —  | —  | —  | —  | 107 | —  | —  | —  | —   | —  | —  | —  | | The 2nd Law                 |
| 12.03.2015                                                           | «Psycho»                                   | 55 | —   | —  | 44 | 39 | —  | —  | —  | —  | —  | —  | —  | —  | 13  | 78 | —  | —  | 58  | —  | —  | —  | Список - BPI: Серебряный - FIMI: Золотой | Drones                      |
| 23.03.2015                                                           | «Dead Inside»                              |    |     |    |    |    |    |    |    |    |    |    |    |    |     |    |    |    |     |    |    |    | FIMI: Золотой | Drones                      |
| 18.05.2015                                                           | «Mercy»                                    |    |     |    |    |    |    |    |    |    |    |    |    |    |     |    |    |    |     |    |    |    | | Drones                      |
| 04.11.2015                                                           | «Revolt»                                   |    |     |    |    |    |    |    |    |    |    |    |    |    |     |    |    |    |     |    |    |    | | Drones                      |
| 11.03.2016                                                           | «Aftermath»                                |    |     |    |    |    |    |    |    |    |    |    |    |    |     |    |    |    |     |    |    |    | | Drones                      |
| 16.04.2016                                                           | «Reapers»                                  |    |     |    |    |    |    |    |    |    |    |    |    |    |     |    |    |    |     |    |    |    | | Drones                      |
| 18.05.2017                                                           | «Dig Down»                                 |    |     |    |    |    |    |    |    |    |    |    |    |    |     |    |    |    |     |    |    |    | | Simulation Theory           |
| 15.02.2018                                                           | «Thought Contagion»                        |    |     |    |    |    |    |    |    |    |    |    |    |    |     |    |    |    |     |    |    |    | | Simulation Theory           |
| 19.07.2018                                                           | «Something Human»                          |    |     |    |    |    |    |    |    |    |    |    |    |    |     |    |    |    |     |    |    |    | | Simulation Theory           |
| 30.08.2018                                                           | «The Dark Side»                            |    |     |    |    |    |    |    |    |    |    |    |    |    |     |    |    |    |     |    |    |    | | Simulation Theory           |
| 27.09.2018                                                           | «Pressure»                                 |    |     |    |    |    |    |    |    |    |    |    |    |    |     |    |    |    |     |    |    |    | | Simulation Theory           |
| «—» означает, что сингл не попал в чарт или не был выпущен в стране. |                                            |    |     |    |    |    |    |    |    |    |    |    |    |    |     |    |    |    |     |    |    |    | |                             |

## Видеоальбомы
| Год  | Альбом | Высшие позиции в чартах | Высшие позиции в чартах | Сертификации                             |
| Год  | Альбом | JP                      | NL                      | Сертификации                             |
| ---- | --- | ----------------------- | ----------------------- | ---------------------------------------- |
| 2002 | Hullabaloo: Live at Le Zenith, Paris Детали - Выход: 1 июля - Лейблы: Taste, Mushroom - Форматы: DVD, VHS | —                       | 7                       | Список - ARIA: Платиновый - BPI: Золотой |
| 2005 | Absolution Tour Детали - Выход: 12 декабря - Лейблы: Warner - Формат: DVD                                 | 139                     | 20                      | Список - ARIA: Золотой - BPI: Платиновый |
| 2018 | Muse: Drones World Tour Детали - Выход: 12 июля - Лейблы: Warner - Формат: ЦД                             | —                       | —                       |                                          |

## Видеоклипы
Данный список составлен на основе информации, доступной на сайтах The Music Video DataBase и Microcuts.net.
| Дата       | Песня                                      | Режиссёр(ы)                                                 |
| ---------- | ------------------------------------------ | ----------------------------------------------------------- |
| 14.06.1999 | «Uno»                                      | Неизвестен                                                  |
| 07.09.1999 | «Uno»                                      | Вольф Грезенц Бернард Ведиг                                 |
| 22.11.1999 | «Muscle Museum»                            | Джозеф Кан                                                  |
| 21.02.2000 | «Sunburn»                                  | Ник Гордон                                                  |
| 30.05.2000 | «Unintended»                               | Говард Гринхол                                              |
| 12.10.2000 | «Muscle Museum» (US Mix)                   | Неизвестен                                                  |
| 05.03.2001 | «Plug in Baby»                             | Говард Гринхол                                              |
| 05.06.2001 | «New Born»                                 | Дэвид Слэйд                                                 |
| 20.08.2001 | «Bliss»                                    | Дэвид Слэйд                                                 |
| 19.11.2001 | «Hyper Music»                              | Дэвид Слэйд                                                 |
| 19.11.2001 | «Feeling Good»                             | Дэвид Слэйд                                                 |
| 17.06.2002 | «Dead Star»                                | Тим Куалтрау                                                |
| 17.06.2002 | «In Your World»                            | Мэтт Аскем                                                  |
| 14.07.2003 | «Stockholm Syndrome»                       | Тим Куалтрау                                                |
| 08.09.2003 | «Time Is Running Out»                      | Джон Хиллкоут                                               |
| 01.12.2003 | «Hysteria»                                 | Мэтт Кирби                                                  |
| ?.05.2004  | «Time Is Running Out»                      | Томас Кирк                                                  |
| 17.05.2004 | «Sing for Absolution»                      | Ark VFX: Грег Стэйплс Стивен Тэппин Энди Тёрнер Ричард Райт |
| 01.09.2004 | «Hysteria»                                 | Йэнс Гелхор Роб Фенг                                        |
| 20.09.2004 | «Butterflies & Hurricanes»                 | Тим Куалтрау                                                |
| 16.05.2005 | «Stockholm Syndrome»                       | Патрик Дотерс                                               |
| 17.05.2006 | «Supermassive Black Hole»                  | Флория Сигизмонди                                           |
| 17.05.2006 | «Supermassive Black Hole»                  | Томас Кирк                                                  |
| 11.07.2006 | «Knights of Cydonia»                       | Джозеф Кан                                                  |
| 04.08.2006 | «Starlight»                                | Пол Майнор                                                  |
| 16.03.2007 | «Invincible»                               | Джонни Росс                                                 |
| 17.09.2009 | «Uprising»                                 | Hydra: Сэм Стивенс Джон Хоббс Ариэль Данцигер               |
| 03.11.2009 | «Undisclosed Desires»                      | Jonas & François: Жонас Эвреме Франсуа Русселе              |
| 14.01.2010 | «Resistance»                               | Уэйн Ишам                                                   |
| 20.05.2010 | «Neutron Star Collision (Love Is Forever)» | Энтони Мэндлер                                              |
| 18.09.2010 | «MK Ultra»                                 | Йохан Полхем                                                |
| 28.06.2012 | «Survival»                                 | —                                                           |
| 09.08.2012 | «The 2nd Law: Unsustainable»               | Томас Кирк                                                  |
| 04.09.2012 | «Madness»                                  | Энтони Мэндлер                                              |
| 01.10.2012 | «The 2nd Law: Isolated System»             | Томас Кирк                                                  |
| 30.10.2012 | «Exogenesis: Symphony Part 3 (Redemption)» | Теккен                                                      |
| 11.12.2012 | «Follow Me»                                | Томас Кирк                                                  |
| ?.12.2012  | «Follow Me»                                | Теккен                                                      |
| 06.02.2013 | «Supremacy»                                | Терри Холл                                                  |
| 20.02.2013 | «Animals»                                  | Oneness Team: Инеш Фрейташ Мигел Мендеш                     |
| 22.04.2013 | «Panic Station»                            | Тим Куалтрау                                                |
| 12.03.2015 | «Psycho»                                   | Томас Кирк Саймон Беннетт                                   |
| 28.04.2015 | «Dead Inside»                              | Роберт Хейлз                                                |
| 29.05.2015 | «Reapers»                                  | Томас Кирк                                                  |
| 02.06.2015 | «The Handler»                              | Томас Кирк Саймон Беннетт Томас Джентол                     |
| 03.06.2015 | «JFK + Defector»                           | Томас Кирк Майк Истед                                       |
| 08.06.2015 | «Mercy»                                    | Синг Дж. Ли                                                 |
| 24.10.2015 | «Revolt»                                   | Гай Шелмердин                                               |
| 12.05.2016 | «Aftermath»                                | Теккен                                                      |
| 28.10.2016 | «New Kind of Kick»                         | Томас Кирк                                                  |
| 18.05.2017 | «Dig Down»                                 | Лэнс Дрейк                                                  |
| 15.02.2018 | «Thought Contagion»                        | Лэнс Дрейк                                                  |
| 19.07.2018 | «Something Human»                          | Лэнс Дрейк                                                  |
| 30.08.2018 | «The Dark Side»                            | Лэнс Дрейк                                                  |
| 27.09.2018 | «Pressure»                                 | Лэнс Дрейк                                                  |
| 09.10.2018 | «Algorithm»                                | Лэнс Дрейк Томас Теллер                                     |
| 09.10.2018 | «Break It To Me»                           | Лэнс Дрейк                                                  |
| 09.10.2018 | «Blockades»                                | Лэнс Дрейк                                                  |

## Демо
| Год  | Альбом                                                         | Комментарий |
| ---- | -------------------------------------------------------------- | --- |
| 1995 | This Is a Muse Demo Детали - Выход: май - Формат: CS           | Четырёхпесенная компакт-кассета, записанная в доме Криса Уолстенхолма в 1995 году. Впоследствии ни одна из песен не была перезаписана. В настоящее время в сети доступны короткие отрывки песен.                                                                                |
| 1997 | Newton Abbot Demo Детали - Выход: 31 января - Формат: CS       | Записанная в Coombeshead Studios с ноября 1996 по январь 1997 года компакт-кассета с одиннадцатью песнями, восемь из которых впоследствии были выпущены как би-сайды, а одна («Sober») попала на первый студийный альбом. Также существуют кассеты с шестью и четырьмя песнями. |
| 1997 | Sawmills Детали - Выход: 10 октября - Формат: CS               | Демо мини-альбома Muse. |
| 1998 | EOS Ruff Mixes Детали - Выход: 1 января - Формат: CS           | Компакт-кассета с тремя песнями, ранняя версия мини-альбома Muse. |
| 1998 | Sawmills Demo Детали - Выход: 1 августа - Формат: CS           | Компакт-кассета с песнями, которые позже были выпущены на мини-альбоме Muscle Museum, а также с песней «Cave». |
| 1999 | «Sunburn» / «Overdue» Детали - Лейблы: Mushroom - Формат: CD-R | Демо с ранними версиями песен «Sunburn» и «Overdue». |

## Участие в саундтреках
В данный список включены песни, вошедшие только в официальные саундтреки. Полный список прозвучавших в фильмах песен находится здесь.
| Год  | Материал                     | Альбом                                                           | Песня                                            |
| ---- | ---------------------------- | ---------------------------------------------------------------- | ------------------------------------------------ |
| 2000 | «Никки, дьявол-младший»      | Little Nicky (Music from the Motion Picture)                     | «Cave»                                           |
| 2001 | «Пароль „Рыба-меч“»          | Swordfish: The Album                                             | «New Born» (Paul Oakenfold Mix)                  |
| 2001 | «Недетское кино»             | Not Another Teen Movie (Music from the Motion Picture)           | «Please, Please, Please, Let Me Get What I Want» |
| 2004 | «Миллионы»                   | Millions (Music from the Motion Picture)                         | «Blackout»                                       |
| 2004 | «3 девочки»                  | 3 Petites Filles OST                                             | «New Born»                                       |
| 2008 | «Сумерки»                    | Twilight (Original Motion Picture Soundtrack)                    | «Supermassive Black Hole»                        |
| 2009 | «Сумерки. Сага. Новолуние»   | The Twilight Saga: New Moon (Original Motion Picture Soundtrack) | «I Belong to You» (New Moon Remix)               |
| 2010 | «Сумерки. Сага. Затмение»    | The Twilight Saga Eclipse (Original Motion Picture Soundtrack)   | «Neutron Star Collision (Love Is Forever)»       |
| 2010 | «Турист»                     | The Tourist (Original Motion Picture Soundtrack)                 | «Starlight»                                      |
| 2012 | «Симфония британской музыки» | A Symphony of British Music                                      | «Survival»                                       |
| 2013 | «Война миров Z»              | World War Z (Music from the Motion Picture)                      | «Isolated system»                                |
| 2013 | «Война миров Z»              | World War Z (Music from the Motion Picture)                      | «Follow me»                                      |